# Cratoneurella uncinifolia
Cratoneurella uncinifolia är en bladmossart som beskrevs av H. Robinson 1962 [1963. Cratoneurella uncinifolia ingår i släktet Cratoneurella och familjen Brachytheciaceae. Inga underarter finns listade i Catalogue of Life.